# Guillaume Farinier
Guillaume Farinier de Gourdon (né au moulin de Tartas, près de Gourdon et mort à Avignon, le 17 juin 1361) est un cardinal français du XIVe siècle. Il est membre de l'ordre des franciscains.

## Biographie

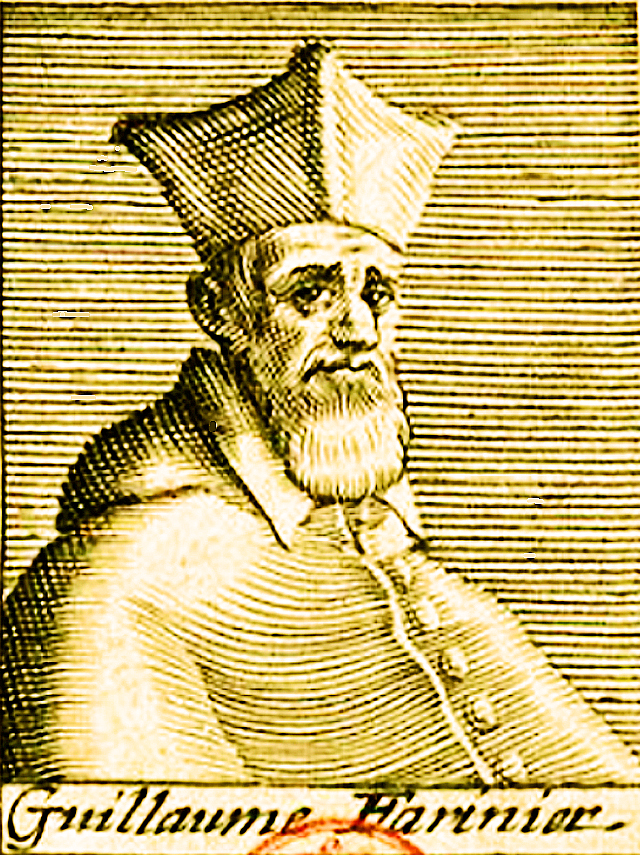
Guillaume Farinier de Gourdon

Guillaume Farinier étudie à l'université de Toulouse. Il y est professeur de théologie. Farinier est ministre général et vicaire général de son ordre.
Il est créé cardinal par le pape Innocent VI lors du consistoire du 23 décembre 1356. Le cardinal Farinier est l'auteur de plusieurs œuvres sur les saintes Écritures et sur le moral. Il est aussi légat apostolique en Angleterre et en Espagne et prévôt in commendam de Bamberg.